# Anourosorex andabata
Anourosorex andabata — викопний вид Anourosorex, азійських землерийок, що мешкав у В'єтнамі в епоху плейстоцену.